# Junrey Navarra
Pour les articles homonymes, voir Navarra.
Junrey Navarra, né le 1er février 1997, à General Santos, est un coureur cycliste philippin.

## Biographie
Junrey Navarra est originaire de General Santos, une localité située dans la région de Soccsksargen. Il quitte l'école très jeune et commence le cyclisme pour subvenir aux besoins de sa famille.
Entre 2013 et 2015, il remporte diverses étapes de la Ronda Pilipinas, course la plus prestigieuse du pays. Il participe également à quelques compétitions en Europe avec l'équipe continentale LBC-MVPSF Pilipinas. Lors de la Klasika Primavera 2014, il obtient son meilleur classement en terminant trentième. 
En 2016, il intègre la Dimension Data-Qhubeka, réserve de la formation World Tour Dimension Data. Sous ses nouvelles couleurs, il participe à la Coppa Bernocchi, à la Coppa Agostoni et au Mémorial Marco Pantani. Il revient finalement aux Philippines dès 2018. 

## Palmarès et résultats

### Par année
- 2013
  - 14e étape de la Ronda Pilipinas
- 2014
  - 11e étape de la Ronda Pilipinas
- 2015
  - 6e étape de la Ronda Pilipinas
- 2018
  - 10e[4] et 11e étapes de la Ronda Pilipinas
  - 3e de la Ronda Pilipinas
- 2024
  - 2e du championnat des Philippines du critérium
- 2025
  - 2e du championnat des Philippines du critérium

### Classements mondiaux
| Année         | 2015 | 2016 | 2017 | 2018 | 2019 |
| ------------- | ---- | ---- | ---- | ---- | ---- |
| UCI Asia Tour | 259e |      |      |      | 174e |